# Lygodactylus howelli
Espèce
Lygodactylus howelli est une espèce de geckos de la famille des Gekkonidae.

## Répartition
Cette espèce est endémique d'Unguja en Tanzanie.

## Taxinomie
Cette espèce est considérée comme synonyme de l'espèce fossile découverte dans du copal Lygodactylus viscatus (Vaillant, 1873) par Pasteur, 1995.

## Étymologie
Cette espèce est nommée en l'honneur de Kim M. Howell.

## Publication originale
- Pasteur & Broadley 1988 : A remote, insular species of the Lygodactylus somalicus superspecies (Sauria: Gekkonidae). Amphibia-Reptilia, vol. 9, n. 3, p. 237-243.